# Меланфо (дочь Долия)
Меланфо́ (др.-греч. Μελανθώ) — персонаж греческой мифологии и гомеровской «Одиссеи», одна из служанок в доме Одиссея, дочь его слуги Долия.

## Мифология
Меланфо — один из второстепенных персонажей «Одиссеи». Описанная как «острая на язык», она является сестрой Меланфия, итакского пастуха, слуги Одиссея, и дочерью Долия. Среди служанок Пенелопы она одна из самых любимых. Говорится, что Пенелопа лично принимала участие в её воспитании. Хозяева с детства уделяли ей много внимания, дарили разные игрушки, угощали лакомствами, относились как к дочери.
Несмотря на то, что жена Одиссея очень о ней заботилась, Меланфо выросла вероломной и относилась к ней и к её семье с чёрной неблагодарностью. Она была одной из тех неверных служанок, которые спали с поклонниками Пенелопы, повадившимися в их дом свататься к жене Одиссея во время его многолетнего отсутствия. Сама Меланфо тайно заключила любовный союз с одним из женихов Пенелопы Евримахом. Когда Одиссей, замаскированный под нищего попрошайку, наконец, вернулся, Меланфо общалась с ним очень дерзко, не пустив на порог его собственного дома. На просьбу предоставить ему ночлег она в грубой форме ответила, что таким, как он, положено ночевать в кузнице или закуте — местах, где обычно располагались случайные посетители Итаки.
После того, как Одиссей поубивал всех женихов, неверных служанок заставили отмывать зал от крови. Вслед за этим сын Одиссея Телемах всех их повесил. Гомер не уточняет, была ли в числе этих служанок Меланфо.